# 董荼那
| 姓名         | 董荼那     |
| 出身地       | -          |
| 職官         | 第二洞元帥 |
| 陣営・所属等 | 孟獲       |
| 家族・一族   | -          |

董荼那（とうとな）は、中国の通俗歴史小説『三国志演義』に登場する架空の武将。一部の書籍では董荼奴（とうとぬ）と表記されることもある。諸葛亮の南征の際に、孟獲配下の三洞元帥の1人として登場する。管轄は第二洞。
5万の兵を率いて、蜀陣営を攻めるが、魏延らに夜襲を仕掛けられ、張嶷に捕らえられる。諸葛亮によりいったん釈放されるが、孟獲の命で已む無く再び出撃し、盧水を攻める。その時、敵将馬岱に「恩知らずの将め」と罵られると、恥じて撤退する。しかしそれに怒った孟獲に罰せられる。
董荼那は次第に不満を持ちはじめ、終に孟獲を捕らえて諸葛亮に手渡すが、孟獲が諸葛亮に釈放されると、董荼那は僚友の阿会喃とともに孟獲の手で殺されてしまうのである。